# Парламентарни избори в Албания (2021)
Парламентарните избори в Албания през 2021 г. са парламентарни избори в Албания, те се провеждат на 25 април 2021 г. Те са деветите по ред в страната след края на комунистическото управление през 1990–та година. Основни съперници са Социалистическата партия на настоящия премиер Еди Рама и Демократичната коалиция с Алианс за промени, водена от Лулзим Баша. Основна тема на парламентарния вот е борбата с корупцията. В началото социологическите проучвания показват оспорвана битка между Еди Рама и Лулзим Баша.
Участие взимат 12 политически формации, които се състезават за 140–местния парламент. Едномесечната предизборна кампания преминава с напрежение, взаимни обвинения и обиди, нападения над партийни клубове, има и случаи на убит активист, а полицията разследва опит за купуване на гласове.
Изборите са спечелени от Социалистическата партия, която получава 768 134 гласа (48,67 %) и има 74 места в 140–местния парламент.

## Резултати от изборите
| Места в парламента | Места в парламента | Места в парламента | Места в парламента | Места в парламента |
| ------------------ | ------------------ | ------------------ | ------------------ | ------------------ |
|                    |                    |                    |                    |                    |
| СПА                | СПА                |                    | 74                 | 74                 |
| ДПА                | ДПА                |                    | 59                 | 59                 |
| СДИ                | СДИ                |                    | 4                  | 4                  |
| СДПА               | СДПА               |                    | 3                  | 3                  |

| Партия или коалиция                                               | Партия или коалиция                           | Гласове   | %     | Мандати | +/– |
| ----------------------------------------------------------------- | --------------------------------------------- | --------- | ----- | ------- | --- |
|                                                                   | Социалистическа партия на Албания             | 768 250   | 48,68 | 74      | 0   |
|                                                                   | Демократическа партия на Албания              | 622 265   | 39,43 | 59      | +13 |
|                                                                   | Социалистическо движение за интеграция        | 107 533   | 6,81  | 4       | –15 |
|                                                                   | Социалдемократическата партия на Албания      | 35 476    | 2,25  | 3       | +2  |
|                                                                   | Инициатива Хаштаг                             | 10 216    | 0,65  | 0       | –   |
|                                                                   | Демократично убеждение                        | 8 238     | 0,52  | 0       | –   |
|                                                                   | Движение за промяна                           | 7 049     | 0,45  | 0       | –   |
|                                                                   | Албанско демократично движение                | 4 705     | 0,30  | 0       | –   |
|                                                                   | Ново движение                                 | 3 771     | 0,24  | 0       | –   |
|                                                                   | Нов демократичен алианс                       | 3 222     | 0,20  | 0       | –   |
|                                                                   | Албански национален фронт                     | 1 943     | 0,12  | 0       | 0   |
|                                                                   | Народен съюз                                  | 1 377     | 0,09  | 0       | –   |
|                                                                   | Независими                                    | 4 247     | 0,27  | 0       | 0   |
| Невалидни / празни гласове                                        | Невалидни / празни гласове                    | 83 028    | –     | –       | –   |
| Общо                                                              | Общо                                          | 1 661 312 | 100   | 140     | 0   |
| Регистрирани избиратели/избирателна активност                     | Регистрирани избиратели/избирателна активност | 3 588 869 | 46,29 | –       | –   |
| Източник: KQZ Архив на оригинала от 2021-05-12 в Wayback Machine. |                                               |           |       |         |     |